# Ordine di Kalantiao
L'Ordine di Kalantiao è un ordine cavalleresco filippino.

## Storia
L'Ordine è stato fondato il 1º marzo 1971.

## Classi
L'Ordine consta delle seguenti classi di benemerenza:
- Cavaliere di Gran Croce
- Commendatore
- Ufficiale
- Membro

| Nastri |           |              |                         |
| Membro | Ufficiale | Commendatore | Cavaliere di Gran Croce |

## Insegne
- Il nastro è di colore blu scuro con bordo bianco.